# Phyllanthus sarothamnoides
Phyllanthus sarothamnoides är en emblikaväxtart som beskrevs av Rafaël Herman Anna Govaerts och Radcl.-sm.. Phyllanthus sarothamnoides ingår i släktet Phyllanthus och familjen emblikaväxter. Inga underarter finns listade i Catalogue of Life.